# Traffic Lights (bài hát của Lena Meyer-Landrut)
"Traffic Lights" là đĩa đơn thứ 8 của nữ ca sĩ người Đức Lena Meyer-Landrut, được trích từ album thứ tư của cô, Crystal Sky (2015). Ca khúc được soạn bởi Hayley Aitken, Alexander James và Harry Sommerdahl. Universal Music Germany xem đây là hit chính của album và phát hành nó vào ngày 01 tháng 5 năm 2015.

## Tracklist
| Bản kĩ thuật số | Bản kĩ thuật số  | Bản kĩ thuật số |
| STT             | Nhan đề          | Thời lượng      |
| --------------- | ---------------- | --------------- |
| 1.              | "Traffic Lights" | 2:46            |

| Bản CD | Bản CD           | Bản CD     |
| STT    | Nhan đề          | Thời lượng |
| ------ | ---------------- | ---------- |
| 1.     | "Traffic Lights" | 2:46       |
| 2.     | "We Roam"        | 3:47       |

## Bảng xếp hạng
| Bảng xếp hạng (2015)   | Vị trí cao nhất |
| ---------------------- | --------------- |
| Áo (Ö3 Austria Top 40) | 52              |
| Bỉ (Ultratip Flanders) | 67              |
| Đức (GfK)              | 14              |

### Bảng xếp hạng cuối năm
| Bảng xếp hạng (2015)         | Vị trí cao nhất |
| ---------------------------- | --------------- |
| Đức (Official German Charts) | 69              |

## Phát hành
| Quốc gia | Ngày                | Định dạng              | Hãng đĩa  |
| -------- | ------------------- | ---------------------- | --------- |
| Đức      | 10 tháng 3 năm 2015 | Mainstream CHR (radio) | Universal |
| Đức      | 1 tháng 5 năm 2015  | Kĩ thuật số            | Universal |